# Aleijadinho
Aleijadinho, rodným jménem Antônio Francisco Lisboa (1730 nebo 1738, Ouro Preto – 18. listopadu 1814, Ouro Preto) byl brazilský sochař a architekt, který se proslavil stavbou a výzdobou barokních a rokokových kostelů v Brazílii.
Byl synem portugalského tesaře a stavaře a jeho africké otrokyně. Zřejmě od otce se Aleijadinho naučil základům sochařství a architektury. Začal svou kariéru prací na kostele Panny Marie z Karmelu v rodném Ouro Preto (jež tehdy neslo název Vila Rica), kostelíku navrženém jeho otcem. Brzy se stal známým architektem a postavil kapli sv. Františka z Assisi v Ouro Preto. Zde také udělal řezbářské práce, nejpozoruhodnější je kruhový basreliéf znázorňující svatého Františka se stigmaty. V roce 1777 začal projevovat známky onemocnění, buď malomocenství nebo sklerodermie. V té době se ujala přezdívka "Aleijadinho", což lze přeložit jako "kriplík". Částečně i ochrnul, podle tradice však pokračoval v sochařském díle, a to tím způsobem, že si přivazoval nástroje k rukám, když už je nedokázal sevřít do dlaní. Stranil se od té doby lidí a pracoval vždy v noci. Jeho vrcholným dílem z doby jeho postižení je Dvanáct proroků, skupina soch ve svatyni Bom Jesus de Matosinhos v Congonhas.